# Dominique Bontemps
Pour les personnes ayant le même patronyme, voir Bontemps.
Pas d'image ? Cliquez ici

a Compétitions nationales et continentales officielles uniquement.

b Matchs officiels uniquement.
Dernière mise à jour le 19 février 2024.
Dominique Bontemps, né le 27 mai 1946 à Rochefort, est un joueur français de rugby à XV, qui a joué avec l'équipe de France et le Stade rochelais au poste de troisième ligne aile (1,78 m pour 87 kg).

## Biographie
Dominique Bontemps dispute un test match avec l'équipe de France le 16 novembre 1968 contre l'Afrique du Sud.

## Palmarès
- Sélection en équipe nationale : 1 en 1968